# 鈴木三太夫
鈴木 三太夫（すずき さんだゆう、生年不詳 - 貞享元年4月27日（1684年6月10日））は、江戸時代前期の相模国海老名郷大谷村（現・神奈川県海老名市大谷）の名主（庄屋）、義民。本名は三左衛門（さんざえもん）と言い、「三太夫」は死後に贈られた名とされる。

## 人物
大谷村は幕府領であったが、延宝2年（1674年）に旗本の町野幸宣が領主となった。町野幸宣のもとで農民の年貢負担は重くなった。天和3年（1683年）に子の町野幸重が家督を継ぐが、年貢徴収はさらに厳しさを増し、凶作に伴って死者も出た。
名主であった三左衛門は、江戸幕府に直訴を企てたが、事前に密告されて捕えられ、貞享元年（1684年）4月27日に今里の代官所（現・神奈川県立中央農業高等学校の位置）で斬首に処せられた。三左衛門には子が二人いたが同罪として処刑され、事前に離縁していた妻も自害している。父子の亡骸は妙常寺（北緯35度26分27.5秒 東経139度24分6.3秒 / 北緯35.440972度 東経139.401750度）の住職に引き取られて同寺内に葬られた。また、同高校では毎年4月頃に畜産科学科の慰霊祭を兼ねて、三左衛門の供養を行っている。
元禄14年（1701年）、町野幸重は改易処分を受けた（地元では「三左衛門の死後間もなく」「悪政が露見したため」改易されたと伝えている）。村人のために犠牲になった三左衛門は、地元で「三太夫」として語り継がれた。郷土史家中山毎吉は、「三太夫」は徳の優れた人物に贈った名（諡）であると推測した。
1938年（昭和13年）には三左衛門の屋敷跡に「鈴木三太夫翁之碑」が立てられた。1952年（昭和27年）には「鈴木三太夫霊堂」（北緯35度26分21.1秒 東経139度23分40.1秒 / 北緯35.439194度 東経139.394472度）が建設され、1973年（昭和48年）には大谷自治会によって「鈴木三太夫霊堂」内に「義民の碑」と題する顕彰碑が立てられている。1977年（昭和52年）に海老名史跡探勝会が制作した海老名郷土かるたにもその事績がうたわれている。また、命日の4月27日には地元の人々による供養が行われる。